# A magyar labdarúgó-válogatott 2011. október 11-i mérkőzése
A magyar labdarúgó-válogatott Európa-bajnoki selejtező mérkőzése Finnország ellen, 2011. október 11-én. A végeredmény 0–0 lett.

## Előzmények
A magyar labdarúgó-válogatott ezt a mérkőzést megelőzően legutóbb, szeptember 6-án Moldovában lépett pályára. Az Eb-selejtező végeredménye 2–0 lett a magyar csapat javára, ezzel minden esélye megmaradt a pótselejtezőt érő második hely megszerzésére. Azonban október 7-én Svédország legyőzte Finnországot, így a magyar válogatott már nem végezhetett a második helyen az E csoport tabelláján.

| „                                                     | Egy válogatottnak minden mérkőzésen, minden körülmények között a győzelemre kell játszania. A játékosok az egész országot képviselik, és minimális elvárás feléjük, hogy a téttel nem bíró meccseken is a maximumot adják. A motivációval eddig sem volt gond, mindig a maximumra törekedett a csapat, még inkább igaz lesz ez kedden is, egy telt házas mérkőzésen ugyanis minden körülmények között ki kell szolgálni a közönséget. | ” |
| – Egervári Sándor, Magyarország szövetségi kapitánya. | |   |

| „                                                    | Nagy várakozással tekintünk a keddi mérkőzés elé még akkor is, ha nincs is tétje ennek a selejtezőnek. Bízom benne, hogy a két csapat ettől függetlenül egy jó mérkőzéssel szórakoztatja majd a közönséget. Mi pedig szeretnénk egy kis meglepetéssel szolgálni a magyaroknak. | ” |
| – Mixu Paatelainen, Finnország szövetségi kapitánya. | |   |

Tabella a mérkőzés előtt
| Csapat       | M | Gy | D | V | G+ | G– | Gk  | P  |
| ------------ | - | -- | - | - | -- | -- | --- | -- |
| Hollandia    | 9 | 9  | 0 | 0 | 35 | 5  | +30 | 27 |
| Svédország   | 9 | 7  | 0 | 2 | 28 | 9  | +19 | 21 |
| Magyarország | 9 | 6  | 0 | 3 | 22 | 14 | +8  | 18 |
| Finnország   | 9 | 3  | 0 | 6 | 16 | 16 | 0   | 9  |
| Moldova      | 9 | 2  | 0 | 7 | 8  | 16 | –8  | 6  |
| San Marino   | 9 | 0  | 0 | 9 | 0  | 49 | –49 | 0  |

## Keretek
Egervári Sándor, a magyar labdarúgó-válogatott szövetségi kapitánya szeptember 26-án hirdette ki huszonegy főből álló keretét a finnek elleni mérkőzésre. A szeptember 6-i moldávok elleni kerethez képest több változás is történt. Bekerült a csapatba Halmosi Péter, Lázár Pál, Dzsudzsák Balázs és Gera Zoltán, azonban kikerült a keretből Laczkó Zsolt, Pintér Ádám és Stieber Zoltán is. Szeptember 30-án biztossá vált, hogy Gera sérülés miatt nem léphet pályára a találkozón, helyére Stieber került a keretbe.
Mixu Paatelainen, a finnek szövetségi kapitánya szeptember 28-án hirdetett keretet.
| Magyarország         | Magyarország | Magyarország | Magyarország     |
| Név                  | Kor          | Vál./Gól     | Klub             |
| -------------------- | ------------ | ------------ | ---------------- |
| Bogdán Ádám          | 24 éves      | 2 / 0        | Bolton Wanderers |
| Csernyánszki Norbert | 35 éves      | 0 / 0        | Paksi FC         |
| Király Gábor         | 35 éves      | 83 / 0       | 1860 München     |
| Halmosi Péter        | 32 éves      | 31 / 0       | Haladás          |
| Juhász Roland        | 28 éves      | 66 / 5       | RSC Anderlecht   |
| Korcsmár Zsolt       | 22 éves      | 3 / 0        | Brann            |
| Lázár Pál            | 23 éves      | 5 / 0        | Samsunspor       |
| Lipták Zoltán        | 26 éves      | 10 / 1       |                  |
| Vanczák Vilmos       | 28 éves      | 57 / 2       | Sion             |
| Varga József         | 23 éves      | 8 / 0        | Debreceni VSC    |
| Czvitkovics Péter    | 28 éves      | 9 / 0        | KV Kortrijk      |
| Dzsudzsák Balázs     | 24 éves      | 38 / 6       | Anzsi Mahacskala |
| Elek Ákos            | 23 éves      | 14 / 1       | Videoton         |
| Hajnal Tamás         | 30 éves      | 43 / 5       | VfB Stuttgart    |
| Koman Vladimir       | 22 éves      | 15 / 4       | Sampdoria        |
| Sándor György        | 27 éves      | 6 / 0        | Videoton         |
| Vadócz Krisztián     | 26 éves      | 39 / 2       | N.E.C.           |
| Priskin Tamás        | 25 éves      | 35 / 8       | Ipswich Town     |
| Rudolf Gergely       | 26 éves      | 23 / 9       | Panathinaikósz   |
| Stieber Zoltán       | 22 éves      | 1 / 0        | Mainz 05         |
| Szabics Imre         | 30 éves      | 25 / 12      | Sturm Graz       |

| Finnország        | Finnország | Finnország | Finnország         |
| Név               | Kor        | Vál./Gól   | Klub               |
| ----------------- | ---------- | ---------- | ------------------ |
| Otto Fredrikson   | 29 éves    | 11 / 0     | Szpartak-Nalcsik   |
| Lukas Hradecky    | 21 éves    | 7 / 0      | Esbjerg            |
| Paulus Arajuuri   | 23 éves    | 1 / 0      | Kalmar FF          |
| Kari Arkivuo      | 28 éves    | 12 / 1     | Häcken             |
| Markus Halsti     | 27 éves    | 4 / 0      | Malmö FF           |
| Veli Lampi        | 27 éves    | 24 / 0     | Arszenal Kijiv     |
| Niklas Moisander  | 26 éves    | 23 / 1     | AZ                 |
| Petri Pasanen     | 31 éves    | 66 / 1     | Red Bull Salzburg  |
| Jukka Raitala     | 23 éves    | 9 / 0      | Osasuna            |
| Joona Toivio      | 23 éves    | 7 / 1      | Djurgården         |
| Alexei Eremenko   | 28 éves    | 52 / 13    | Rubin Kazany       |
| Roman Eremenko    | 24 éves    | 39 / 1     | Rubin Kazany       |
| Kasper Hämäläinen | 25 éves    | 18 / 5     | Djurgården         |
| Mika Ojala        | 23 éves    | 2 / 0      | Inter Turku        |
| Roni Porokara     | 27 éves    | 20 / 5     | Germinal Beerschot |
| Alexander Ring    | 20 éves    | 4 / 0      | HJK                |
| Riku Riski        | 22 éves    | 4 / 0      | Örebro SK          |
| Daniel Sjölund    | 28 éves    | 30 / 2     | Djurgården         |
| Tim Sparv         | 24 éves    | 16 / 0     | Groningen          |
| Mika Väyrynen     | 29 éves    | 55 / 5     | Leeds United       |
| Mikael Forssell   | 30 éves    | 79 / 26    | Leeds United       |
| Timo Furuholm     | 24 éves    | 4 / 1      | Inter Turku        |
| Teemu Pukki       | 21 éves    | 7 / 0      | Schalke 04         |
| Berat Sadik       | 25 éves    | 6 / 0      | HJK                |

 megjegyzés: Az adatok a mérkőzés előtti állapotnak megfelelőek!

## Az összeállítások
| 2011. október 11. 20:00 (UTC+1) |

| Magyarország | 0 – 0               | Finnország    |
| ------------ | ------------------- | ------------- |
|              | (0 – 0) Jegyzőkönyv | Moisander 82' |

| Puskás Ferenc Stadion, Budapest Nézőszám: 28 000 Játékvezető: Alberto Undiano Mallenco (spanyol) |

| Csapatszínek | Csapatszínek | Csapatszínek |
| Csapatszínek |              |              |
| Csapatszínek |              |              |
|              |              |              |
| Magyarország |              |              |

| Csapatszínek | Csapatszínek | Csapatszínek |
| Csapatszínek |              |              |
| Csapatszínek |              |              |
|              |              |              |
| Finnország   |              |              |

| MAGYARORSZÁG:        |    |                  |     |
|                      |    |                  |     |
| K                    | 1  | Király Gábor     |     |
| JV                   | 2  | Varga József     |     |
| V                    | 4  | Juhász Roland    |     |
| V                    | 5  | Korcsmár Zsolt   |     |
| BV                   | 3  | Vanczák Vilmos   |     |
| JSZ                  | 11 | Koman Vladimir   |     |
| KKP                  | 6  | Elek Ákos        |     |
| KKP                  | 7  | Sándor György    | 59' |
| BKP                  | 10 | Hajnal Tamás     | 88' |
| CS                   | 8  | Szabics Imre     |     |
| CS                   | 9  | Priskin Tamás    | 59' |
| Cserék:              |    |                  |     |
| K                    | 12 | Bogdán Ádám      |     |
| BV                   | 14 | Halmosi Péter    |     |
| V                    | 15 | Lipták Zoltán    |     |
| JV                   | 17 | Lázár Pál        |     |
| BSZ                  | 13 | Stieber Zoltán   | 88' |
| KKP                  | 16 | Vadócz Krisztián | 59' |
| BSZ                  | 18 | Dzsudzsák Balázs | 59' |
| Szövetségi kapitány: |    |                  |     |
| Egervári Sándor      |    |                  |     |

| FINNORSZÁG:          |    |                   |     |
|                      |    |                   |     |
| K                    | 12 | Otto Fredrikson   |     |
| JV                   | 22 | Jukka Raitala     |     |
| V                    | 3  | Niklas Moisander  | 82' |
| V                    | 4  | Joona Toivio      |     |
| BV                   | 13 | Kari Arkivuo      | 55' |
| VKP                  | 14 | Tim Sparv         |     |
| VKP                  | 6  | Mika Väyrynen     |     |
| JSZ                  | 19 | Alexander Ring    |     |
| TKP                  | 7  | Roman Eremenko    |     |
| BSZ                  | 21 | Kasper Hämäläinen | 85' |
| CS                   | 9  | Mikael Forssell   | 66' |
| Cserék:              |    |                   |     |
| K                    | 1  | Lukas Hradecky    |     |
| V                    | 5  | Veli Lampi        | 55' |
| V                    | 15 | Markus Halsti     |     |
| KP                   | 8  | Daniel Sjölund    |     |
| KP                   | 11 | Riku Riski        |     |
| CS                   | 10 | Teemu Pukki       | 85' |
| CS                   | 20 | Timo Furuholm     | 66' |
| Szövetségi kapitány: |    |                   |     |
| Mixu Paatelainen     |    |                   |     |

## A mérkőzés
A találkozót a budapesti Puskás Ferenc Stadionban rendezték, 20:00-kor. A végeredmény 0–0 lett, ezzel a magyar csapat a csoport harmadik helyén zárt, kilenc ponttal megelőzve a negyedik helyen végző Finnországot.

| „                 | Nem játszottunk jól, szerettünk volna 21 pontot szerezni a csoportban. Az ellenfél sokszor fölénk kerekedett. A mai mérkőzésen olyan hiányosságok voltak, amiket korábban nem tapasztaltam. Tudtuk, hogy erős ellenféllel találkozunk, és a finnek többet is mutattak ellenünk, mint a svédek ellen. Nem fog mindig minden száz százalékosan sikerülni. Izzadtságszagú döntetlent értünk el, de megérdemeltük az egy pontot. | ” |
| – Egervári Sándor | |   |

| „                  | Elégedett vagyok a játékunkkal. A magyar csapat főleg az első félidőben játszott veszélyesen, de álltuk a sarat, jól védekeztünk. (...) A folytatásban próbáltunk taktikát váltani, az volt a célunk, hogy útját álljuk a hazai passzoknak, támadásoknak. A második félidőben már három nagy helyzetünk is volt, ezek közül kettő teljesen tiszta ziccer volt, így akár meg is nyerhettük volna a találkozót. Összességében azonban elégedett vagyok, hiszen fiatalokkal dolgozom, a jövő csapatát építjük. | ” |
| – Mixu Paatelainen | |   |

További eredmények
| 2011. október 11. | Svédország | 3 – 2 | Hollandia  |
| 2011. október 11. | Moldova    | 4 – 0 | San Marino |

Tabella a mérkőzés után
| Csapat       | M  | Gy | D | V  | G+ | G– | Gk  | P  |
| ------------ | -- | -- | - | -- | -- | -- | --- | -- |
| Hollandia    | 10 | 9  | 0 | 1  | 37 | 8  | +29 | 27 |
| Svédország   | 10 | 8  | 0 | 2  | 31 | 11 | +20 | 24 |
| Magyarország | 10 | 6  | 1 | 3  | 22 | 14 | +8  | 19 |
| Finnország   | 10 | 3  | 1 | 6  | 16 | 16 | 0   | 10 |
| Moldova      | 10 | 3  | 0 | 7  | 12 | 16 | –4  | 9  |
| San Marino   | 10 | 0  | 0 | 10 | 0  | 53 | –53 | 0  |

## Örökmérleg a mérkőzés után
| Magyarország | :         | Finnország |
| ------------ | --------- | ---------- |
| 9            | Győzelem  | 1          |
| 3            | Döntetlen | 3          |
| 42           | Gólok     | 9          |
| 30/39        | Pontok    | 6/39       |
| 76,9         | %         | 15,3       |